# Stiphropus gruberi
Stiphropus gruberi är en spindelart som beskrevs av Ono 1980. Stiphropus gruberi ingår i släktet Stiphropus och familjen krabbspindlar. Inga underarter finns listade i Catalogue of Life.